# Heineken Cup 1998/99
Der Heineken Cup 1998/99 war die vierte Ausgabe des Heineken Cup (Vorläufer des European Rugby Champions Cup), dem wichtigsten europäischen Pokalwettbewerb im Rugby Union. Beteiligt waren 16 Mannschaften aus vier Ländern. Nicht vertreten waren Mannschaften aus England, darunter Titelverteidiger Bath Rugby, da sich der englische Verband Rugby Football Union mit den Organisatoren in Bezug auf Spieldaten und Finanzen nicht einig war. Das Finale fand am 30. Januar 1999 im Stadion Lansdowne Road in Dublin statt. Pokalsieger wurde die irische Mannschaft Ulster Rugby, die im Endspiel US Colomiers aus Frankreich schlug.

## Modus
Die Teilnehmer wurden in vier Gruppen mit je vier Mannschaften eingeteilt. Jede Mannschaft absolvierte je ein Heimspiel und ein Auswärtsspiel gegen die drei Gruppengegner. Für das Viertelfinale qualifizierten sich jeweils die zwei Besten der Gruppe.
Die Punkte wurden wie folgt verteilt:
- 2 Punkte für einen Sieg
- 1 Punkt für ein Unentschieden

## Gruppenphase
In Klammern: Platzierung auf der Viertelfinal-Setzliste

### Gruppe 1
|    | Team               | Spiele | Siege | Unent. | Ndlg. | Spiel- punkte | Diff. | Tabellen- punkte |
| -- | ------------------ | ------ | ----- | ------ | ----- | ------------- | ----- | ---------------- |
| 1. | Stade Français (2) | 6      | 5     | 0      | 1     | 219:117       | + 102 | 10               |
| 2. | Llanelli RFC (8)   | 6      | 3     | 0      | 3     | 113:180       | - 67  | 6                |
| 3. | Leinster Rugby     | 6      | 2     | 0      | 4     | 141:124       | + 17  | 4                |
| 4. | CA Bègles-Bordeaux | 6      | 2     | 0      | 4     | 127:179       | - 52  | 4                |

| Datum              | Begegnung           | Ergebnis |
| ------------------ | ------------------- | -------- |
| 19. September 1998 | Llanelli - Leinster | 27:33    |
| 19. September 1998 | Bordeaux - Stade    | 28:39    |
| 25. September 1998 | Leinster - Stade    | 17:28    |
| 26. September 1998 | Llanelli - Bordeaux | 22:10    |
| 9. Oktober 1998    | Leinster - Bordeaux | 9:3      |
| 9. Oktober 1998    | Stade - Llanelli    | 49:3     |

| Datum            | Begegnung           | Ergebnis |
| ---------------- | ------------------- | -------- |
| 17. Oktober 1998 | Stade - Leinster    | 56:31    |
| 18. Oktober 1998 | Bordeaux - Llanelli | 48:10    |
| 31. Oktober 1998 | Llanelli - Stade    | 17:13    |
| 31. Oktober 1998 | Bordeaux - Leinster | 31:10    |
| 6. November 1998 | Leinster - Llanelli | 27:34    |
| 7. November 1998 | Stade - Bordeaux    | 34:21    |

### Gruppe 2
|    | Team                  | Spiele | Siege | Unent. | Ndlg. | Spiel- punkte | Diff. | Tabellen- punkte |
| -- | --------------------- | ------ | ----- | ------ | ----- | ------------- | ----- | ---------------- |
| 1. | USA Perpignan (1)     | 6      | 5     | 0      | 1     | 238:108       | + 130 | 10               |
| 2. | Munster Rugby (5)     | 6      | 4     | 1      | 1     | 144:108       | + 36  | 9                |
| 3. | Neath RFC             | 6      | 1     | 1      | 4     | 118:194       | - 76  | 3                |
| 4. | Petrarca Rugby Padova | 6      | 2     | 0      | 4     | 79:169        | - 90  | 2                |

| Datum              | Begegnung           | Ergebnis |
| ------------------ | ------------------- | -------- |
| 19. September 1998 | Munster - Padova    | 20:13    |
| 19. September 1998 | Neath - Perpignan   | 33:51    |
| 26. September 1998 | Munster - Neath     | 34:10    |
| 27. September 1998 | Perpignan - Padova  | 67:8     |
| 10. Oktober 1998   | Perpignan - Munster | 41:24    |
| 10. Oktober 1998   | Padova - Neath      | 28:17    |

| Datum            | Begegnung           | Ergebnis |
| ---------------- | ------------------- | -------- |
| 17. Oktober 1998 | Neath - Munster     | 18:18    |
| 17. Oktober 1998 | Padova - Perpignan  | 6:14     |
| 31. Oktober 1998 | Munster - Perpignan | 13:5     |
| 31. Oktober 1998 | Neath - Padova      | 16:3     |
| 6. November 1998 | Perpignan - Neath   | 60:24    |
| 7. November 1998 | Padova - Munster    | 21:35    |

### Gruppe 3
|    | Team                 | Spiele | Siege | Unent. | Ndlg. | Spiel- punkte | Diff. | Tabellen- punkte |
| -- | -------------------- | ------ | ----- | ------ | ----- | ------------- | ----- | ---------------- |
| 1. | Ulster Rugby (3)     | 6      | 4     | 1      | 1     | 197:168       | + 29  | 9                |
| 2. | Stade Toulousain (6) | 6      | 4     | 0      | 2     | 234:103       | + 131 | 8                |
| 3. | Edinburgh Reivers    | 6      | 2     | 1      | 3     | 179:146       | + 33  | 5                |
| 4. | Ebbw Vale RFC        | 6      | 1     | 0      | 5     | 114:307       | - 193 | 2                |

| Datum              | Begegnung             | Ergebnis |
| ------------------ | --------------------- | -------- |
| 18. September 1998 | Ulster - Edinburgh    | 38:38    |
| 19. September 1998 | Toulouse - Ebbw Vale  | 108:16   |
| 26. September 1998 | Edinburgh - Ebbw Vale | 41:17    |
| 26. September 1998 | Toulouse - Ulster     | 39:3     |
| 10. Oktober 1998   | Ebbw Vale - Ulster    | 28:61    |
| 10. Oktober 1998   | Edinburgh - Toulouse  | 25:29    |

| Datum            | Begegnung             | Ergebnis |
| ---------------- | --------------------- | -------- |
| 16. Oktober 1998 | Ulster - Toulouse     | 29:24    |
| 17. Oktober 1998 | Ebbw Vale - Edinburgh | 16:43    |
| 30. Oktober 1998 | Ulster - Ebbw Vale    | 43:18    |
| 31. Oktober 1998 | Toulouse - Edinburgh  | 23:11    |
| 6. November 1998 | Ebbw Vale - Toulouse  | 19:11    |
| 7. November 1998 | Edinburgh - Ulster    | 21:23    |

### Gruppe 4
|    | Team                   | Spiele | Siege | Unent. | Ndlg. | Spiel- punkte | Diff. | Tabellen- punkte |
| -- | ---------------------- | ------ | ----- | ------ | ----- | ------------- | ----- | ---------------- |
| 1. | US Colomiers (4)       | 6      | 4     | 0      | 2     | 176:121       | + 55  | 8                |
| 2. | Pontypridd RFC (7)     | 6      | 3     | 0      | 3     | 160:141       | + 19  | 6                |
| 3. | Benetton Rugby Treviso | 6      | 3     | 0      | 3     | 142:150       | - 8   | 6                |
| 4. | Glasgow Caledonians    | 6      | 2     | 0      | 4     | 121:187       | - 66  | 4                |

| Datum              | Begegnung              | Ergebnis |
| ------------------ | ---------------------- | -------- |
| 19. September 1998 | Treviso - Colomiers    | 19:22    |
| 20. September 1998 | Glasgow - Pontypridd   | 21:43    |
| 26. September 1998 | Pontypridd - Colomiers | 32:27    |
| 26. September 1998 | Treviso - Glasgow      | 34:15    |
| 9. Oktober 1998    | Pontypridd - Treviso   | 13:22    |
| 10. Oktober 1998   | Colomiers - Glasgow    | 34:16    |

| Datum            | Begegnung              | Ergebnis |
| ---------------- | ---------------------- | -------- |
| 17. Oktober 1998 | Colomiers - Pontypridd | 35:21    |
| 18. Oktober 1998 | Glasgow - Treviso      | 40:27    |
| 31. Oktober 1998 | Treviso - Pontypridd   | 33:19    |
| 1. November 1998 | Glasgow - Colomiers    | 26:17    |
| 6. November 1998 | Colomiers - Treviso    | 41:7     |
| 7. November 1998 | Pontypridd - Glasgow   | 32:3     |

## Viertelfinale
| 11. Dezember 1998 19:15 Uhr | Ulster Rugby                                    | 15 : 13 | Stade Toulousain                                                  | Ravenhill Stadium, Belfast Zuschauer: 11.500 Schiedsrichter: Brian Campsall (England) |
| 11. Dezember 1998 19:15 Uhr | Straftritte: Mason (3) Dropgoals: Humphreys (2) | Bericht | Versuche: Pelous Erhöhungen: Ougier (1) Straftritte: Delaigue (2) | Ravenhill Stadium, Belfast Zuschauer: 11.500 Schiedsrichter: Brian Campsall (England) |

| 12. Dezember 1998 15:00 Uhr | USA Perpignan | 34 : 17 | Llanelli RFC                             | Stade Aimé-Giral, Perpignan Zuschauer: 10.000 Schiedsrichter: Alan Lewis (Irland) |
| 12. Dezember 1998 15:00 Uhr | Versuche: Bellot, Joubert, Laporte Erhöhungen: Arandiga (1), Camberabero (1) Straftritte: Bellot (3), Camberabero (2) | Bericht | Versuche: Williams Erhöhungen: Jones (4) | Stade Aimé-Giral, Perpignan Zuschauer: 10.000 Schiedsrichter: Alan Lewis (Irland) |

| 12. Dezember 1998 15:30 Uhr | Stade Français | 71 : 14 | Pontypridd RFC                                            | Stade Jean-Bouin, Paris Zuschauer: 5.000 Schiedsrichter: Chuck Muir (Schottland) |
| 12. Dezember 1998 15:30 Uhr | Versuche: Domínguez (2), George, Gomes, Mytton, Laussucq, Loustau, Moscato, Pool-Jones, de Villiers Erhöhungen: Domínguez (10) Straftritte: Domínguez (1) | Bericht | Versuche: Lewis, Wyatt Erhöhungen: Jenkins (1), Wyatt (1) | Stade Jean-Bouin, Paris Zuschauer: 5.000 Schiedsrichter: Chuck Muir (Schottland) |

| 13. Dezember 1998 15:00 Uhr | US Colomiers                                                              | 23 : 9  | Munster Rugby          | Stade Selery, Colomiers Zuschauer: 8.000 Schiedsrichter: Nigel Whitehouse (Wales) |
| 13. Dezember 1998 15:00 Uhr | Versuche: de Giusti, Peysson Erhöhungen: Labit (2) Straftritte: Labit (3) | Bericht | Straftritte: Keane (3) | Stade Selery, Colomiers Zuschauer: 8.000 Schiedsrichter: Nigel Whitehouse (Wales) |

## Halbfinale
| 9. Januar 1999 13:00 Uhr | Ulster Rugby                                                                                                  | 33 : 27 | Stade Français                                                                         | Ravenhill Stadium, Belfast Zuschauer: 20.000 Schiedsrichter: Jim Fleming (Schottland) |
| 9. Januar 1999 13:00 Uhr | Versuche: Humphreys, McKinty Erhöhungen: Mason (1) Straftritte: Mason (5) Dropgoals: Humphreys (1), Mason (1) | Bericht | Versuche: Juillet (2), Lièvremont Erhöhungen: Domínguez (3) Straftritte: Domínguez (2) | Ravenhill Stadium, Belfast Zuschauer: 20.000 Schiedsrichter: Jim Fleming (Schottland) |

| 9. Januar 1999 14:45 Uhr | US Colomiers                                                   | 10 : 6  | USA Perpignan           | Stadium Municipal, Toulouse Zuschauer: 30.000 Schiedsrichter: Joël Dumé (Frankreich) |
| 9. Januar 1999 14:45 Uhr | Versuche: Skrela Erhöhungen: Skrela (1) Straftritte: Labit (1) | Bericht | Straftritte: Bellot (2) | Stadium Municipal, Toulouse Zuschauer: 30.000 Schiedsrichter: Joël Dumé (Frankreich) |

## Finale
| 30. Januar 1999 14:45 Uhr | Ulster Rugby                                    | 21 : 6  | US Colomiers                      | Lansdowne Road, Dublin Zuschauer: 49.000 Schiedsrichter: Clayton Thomas (Wales) |
| 30. Januar 1999 14:45 Uhr | Straftritte: Mason (6) Dropgoals: Humphreys (1) | Bericht | Straftritte: Carré (1), Labit (1) | Lansdowne Road, Dublin Zuschauer: 49.000 Schiedsrichter: Clayton Thomas (Wales) |